# Plexippus
Plexippus este un gen de păianjeni din familia Salticidae.

## Specii[1]
- Plexippus andamanensis
- Plexippus aper
- Plexippus auberti
- Plexippus baro
- Plexippus bhutani
- Plexippus brachypus
- Plexippus brocchus
- Plexippus catellus
- Plexippus clemens
- Plexippus coccinatus
- Plexippus devorans
- Plexippus elaphus
- Plexippus fannae
- Plexippus frendens
- Plexippus fuscus
- Plexippus hepaticus
- Plexippus incognitus
- Plexippus insulanus
- Plexippus kondarensis
- Plexippus luteus
- Plexippus malayensis
- Plexippus minor
- Plexippus niccensis
- Plexippus obesus
- Plexippus ochropsis
- Plexippus paykulli
- Plexippus perfidus
- Plexippus petersi
- Plexippus phyllus
- Plexippus pokharae
- Plexippus robustus
- Plexippus rubrogularis
- Plexippus seladonicus
- Plexippus semiater
- Plexippus setipes
- Plexippus stridulator
- Plexippus sylvarus
- Plexippus taeniatus
- Plexippus tectonicus
- Plexippus tortilis
- Plexippus veles
- Plexippus wesolowski
- Plexippus vetusta
- Plexippus yinae
- Plexippus zabkai